# アーウィン・ホフマン
アーウィン・ホフマン（英: Irwin Hoffman、1924年11月26日 - 2018年3月19日）は、アメリカ合衆国の指揮者。

## 略歴
セルゲイ・クーセヴィツキーのもとで音楽を学ぶ。1952年よりカナダのバンクーバー交響楽団で音楽監督をつとめ、1964年、シカゴ交響楽団の准指揮者となる。1968年から一年間、音楽監督不在時のシカゴ交響楽団を監督代行として支える。
その後、フロリダ湾岸交響楽団（後のフロリダ管弦楽団）初代音楽監督、コロンビア共和国のボゴタ・フィルハーモニー管弦楽団、チリ交響楽団、コスタリカ国立交響楽団それぞれの音楽監督を歴任した。
2018年3月19日、コスタリカにて死去。93歳没。